# Сенад Лулич
Сенад Лулич (босн. Senad Lulić, нар. 18 січня 1986, Мостар) — швейцарський і боснійський футболіст, лівий фланговий захисник, півзахисник національної збірної Боснії і Герцеговини.
Володар Кубка Італії. 

## Клубна кар'єра
На початку 1990-х родина, рятуючись від Боснійської війни, емігрувала до Швейцарії, де Сенад почав займатися футболом.
У дорослому футболі дебютував 2003 року виступами за команду клубу «Кур», в якій провів три сезони, взявши участь у 24 матчах чемпіонату. 
Протягом 2006—2008 років захищав кольори команди клубу «Беллінцона».
Своєю грою за останню команду привернув увагу представників тренерського штабу клубу «Грассгоппер», до складу якого приєднався 2008 року. Відіграв за команду з Цюриха наступні два сезони своєї ігрової кар'єри. Більшість часу, проведеного у складі «Грассгоппера», був основним гравцем команди.
Протягом 2010—2011 років грав за «Янг Бойз».
До складу «Лаціо» приєднався 16 червня 2011 року, уклавши п'ятирічний контракт. Сума трансферу не розголошувался, втім оцінюється у три мільйони євро.

## Виступи за збірну
2008 року, вирішивши на рівні національних збірних захищати кольори своєї батьківщини, дебютував в офіційних матчах у складі збірної Боснії і Герцеговини. Наразі провів у формі головної команди країни 33 матчі, забивши 1 гол.
| Дата       | Місто      | Господарі            | Результат | Гості                | Турнір            | Голи | Примітки |
| ---------- | ---------- | -------------------- | --------- | -------------------- | ----------------- | ---- | -------- |
| 01-06-2008 | Зеніца     | Боснія і Герцеговина | 1 – 0     | Азербайджан          | товариський матч  | -    | 56'      |
| 03-09-2010 | Люксембург | Люксембург           | 0 – 3     | Боснія і Герцеговина | Відбір до ЧЄ 2012 | -    |          |
| 07-09-2010 | Сараєво    | Боснія і Герцеговина | 0 – 2     | Франція              | Відбір до ЧЄ 2012 | -    |          |
| 08-10-2010 | Тирана     | Албанія              | 1 – 1     | Боснія і Герцеговина | Відбір до ЧЄ 2012 | -    | 40'      |
| 17-11-2010 | Братислава | Словаччина           | 2 – 3     | Боснія і Герцеговина | товариський матч  | -    |          |
| 10-12-2010 | Анталья    | Польща               | 2 – 2     | Боснія і Герцеговина | товариський матч  | -    | 46'      |
| 10-02-2011 | Атланта    | Мексика              | 2 – 0     | Боснія і Герцеговина | товариський матч  | -    | 21', 62' |
| 26-03-2011 | Зеніца     | Боснія і Герцеговина | 2 – 1     | Румунія              | Відбір до ЧЄ 2012 | -    |          |
| 03-06-2011 | Бухарест   | Румунія              | 3 – 0     | Боснія і Герцеговина | Відбір до ЧЄ 2012 | -    |          |
| 07-06-2011 | Зеніца     | Боснія і Герцеговина | 2 – 0     | Албанія              | Відбір до ЧЄ 2012 | -    |          |
| 10-08-2011 | Сараєво    | Боснія і Герцеговина | 0 – 0     | Греція               | товариський матч  | -    |          |
| 02-09-2011 | Мінськ     | Білорусь             | 0 – 2     | Боснія і Герцеговина | Відбір до ЧЄ 2012 | -    |          |
| 06-09-2011 | Зеніца     | Боснія і Герцеговина | 1 – 0     | Білорусь             | Відбір до ЧЄ 2012 | -    |          |
| 07-10-2011 | Зеніца     | Боснія і Герцеговина | 5 – 0     | Люксембург           | Відбір до ЧЄ 2012 | -    | 66'      |
| 11-10-2011 | Париж      | Франція              | 1 – 1     | Боснія і Герцеговина | Відбір до ЧЄ 2012 | -    |          |
| 11-11-2011 | Зеніца     | Боснія і Герцеговина | 0 – 0     | Португалія           | Відбір до ЧЄ 2012 | -    |          |
| 15-11-2011 | Лісабон    | Португалія           | 6 – 2     | Боснія і Герцеговина | Відбір до ЧЄ 2012 | -    | 54'      |
| 26-05-2012 | Дублін     | Ірландія             | 1 – 0     | Боснія і Герцеговина | товариський матч  | -    |          |
| 01-06-2012 | Чикаго     | Мексика              | 2 – 1     | Боснія і Герцеговина | товариський матч  | -    |          |
| 15-08-2012 | Лланеллі   | Уельс                | 0 – 2     | Боснія і Герцеговина | товариський матч  | -    |          |
| 11-09-2012 | Зеніца     | Боснія і Герцеговина | 4 – 1     | Латвія               | Відбір до ЧС 2014 | -    | 30'      |
| 12-10-2012 | Пірей      | Греція               | 0 – 0     | Боснія і Герцеговина | Відбір до ЧС 2014 | -    | 75'      |
| 16-10-2012 | Зеніца     | Боснія і Герцеговина | 3 – 0     | Литва                | Відбір до ЧС 2014 | -    | 75'      |
| 14-11-2012 | Алжир      | Алжир                | 0 – 1     | Боснія і Герцеговина | товариський матч  | -    | 71'      |
| 06-02-2013 | Копер      | Словенія             | 0 – 3     | Боснія і Герцеговина | товариський матч  | -    |          |
| 22-03-2013 | Зеніца     | Боснія і Герцеговина | 3 – 1     | Греція               | Відбір до ЧС 2014 | -    | 62'      |
| 07-06-2013 | Рига       | Латвія               | 0 – 5     | Боснія і Герцеговина | Відбір до ЧС 2014 | 1    |          |
| 14-08-2013 | Сараєво    | Боснія і Герцеговина | 3 – 4     | США                  | товариський матч  | -    | 46'      |
| 06-09-2013 | Зеніца     | Боснія і Герцеговина | 0 – 1     | Словаччина           | Відбір до ЧС 2014 | -    |          |
| 10-09-2013 | Жиліна     | Словаччина           | 1 – 2     | Боснія і Герцеговина | Відбір до ЧС 2014 | -    |          |
| 11-10-2013 | Зеніца     | Боснія і Герцеговина | 4 – 1     | Ліхтенштейн          | Відбір до ЧС 2014 | -    | 62'      |
| 15-10-2013 | Каунас     | Литва                | 0 – 1     | Боснія і Герцеговина | Відбір до ЧС 2014 | -    |          |
| 05-03-2014 | Інсбрук    | Боснія і Герцеговина | 0 – 2     | Єгипет               | товариський матч  | -    | 62'      |
| Усього     |            | Матчів               | 33        |                      | Голів             | 1    |          |

## Титули і досягнення
- Володар Кубка Італії (2):

«Лаціо»: 2012-13, 2018-19
- Володар Суперкубка Італії (2):

«Лаціо»: 2017, 2019